# Pseudobuddelundiella ljovuschkini
Pseudobuddelundiella ljovuschkini là một loài chân đều trong họ Buddelundiellidae. Loài này được Borutzkii miêu tả khoa học năm 1967.